# فرنسيسكو راميريز
فرنسيسكو راميريز (بالإسبانية: Francisco Ramírez)‏ هو عسكري وسياسي أرجنتيني، ولد في 13 مارس 1786 في كونسبسيون ديل أوروغواي في الأرجنتين، وتوفي في 10 يوليو 1821 في الأرجنتين.